# روجرو ماسترویانی
روجرو ماسترویانی (ایتالیایی: Ruggero Mastroianni؛ ‏ ۷ نوامبر ۱۹۲۹ – ۹ سپتامبر ۱۹۹۶) تدوین‌گر اهل ایتالیا بود. 

## فیلم‌شناسی
- تابلوی خانواده در صحنه‌ای از زندگی روزانه
- پوست
- وقایع‌نگاری یک مرگ ازپیش‌اعلام‌شده
- رم
- ساتیریکون فلینی
- مرگ در ونیز
- سه برادر
- ترور
- کنترل
- قمار
- برده
- ژنرال ایستاده می‌خوابد
- جووانی فالکونه
- راننده‌کامیون‌ها
- خیانت به سبک ایتالیایی
- جسدهای سرشناس
- بی‌تفاوت‌ها
- دوستان صمیمی
- ماجرا اینگونه آغاز می‌شود
- ای پادشاه
- مارمولک‌ها
- دفتر خاطرات یک دیوانه